# Volkenroder Wald
Der Volkenroder Wald ist ein nahezu geschlossenes, etwa 670 ha großes Waldgebiet zwischen Volkenroda und Obermehler im nördlichen Unstrut-Hainich-Kreis. Es setzt sich aus dem eigentlichen Volkenroder Wald im Norden und dem knapp 70 ha großen Tiergarten im Süden zusammen.

## Lage und Gliederung
Der Volkenroder Wald ist vier Kilometer lang, an der breitesten Stelle 2,5 Kilometer breit und erstreckt sich in herzynischer Richtung, also von Südosten nach Nordwesten. Die höchste Höhe befindet sich bei 364,1 m ü. NN im Norden, die niedrigste mit etwa 270 m ü. NN im Schaftal im Südosten.
Der Volkenroder Wald setzt sich aus dem Schlotheimer und dem Kalkholz im Nordwesten, dem Pöthenschen Weg im Zentrum, dem Körnerschen Gemeindewald im Süden und Westen, sowie der Junkernschneise und dem Heiligkreuzberg im Osten zusammen. Als einzige Straße zieht in mehreren Kehren die Ortsverbindungsstraße zwischen Volkenroda und Obermehler durch das Waldgebiet.

## Naturräumliche Zuordnung
Der Volkenroder Wald bildet einen der bewaldeten Höhenrücken der Nordwestthüringischen Muschelkalk-Randplatten, die zu den Muschelkalk-Hügelländern der Südostabdachung des Dün zählen, welche unmittelbar südlich und östlich des Waldes in das Keuperland des Thüringer Beckens übergehen, innerhalb dessen sie durch die Heilinger Höhen nach Südosten fortgesetzt werden.

## Geologie

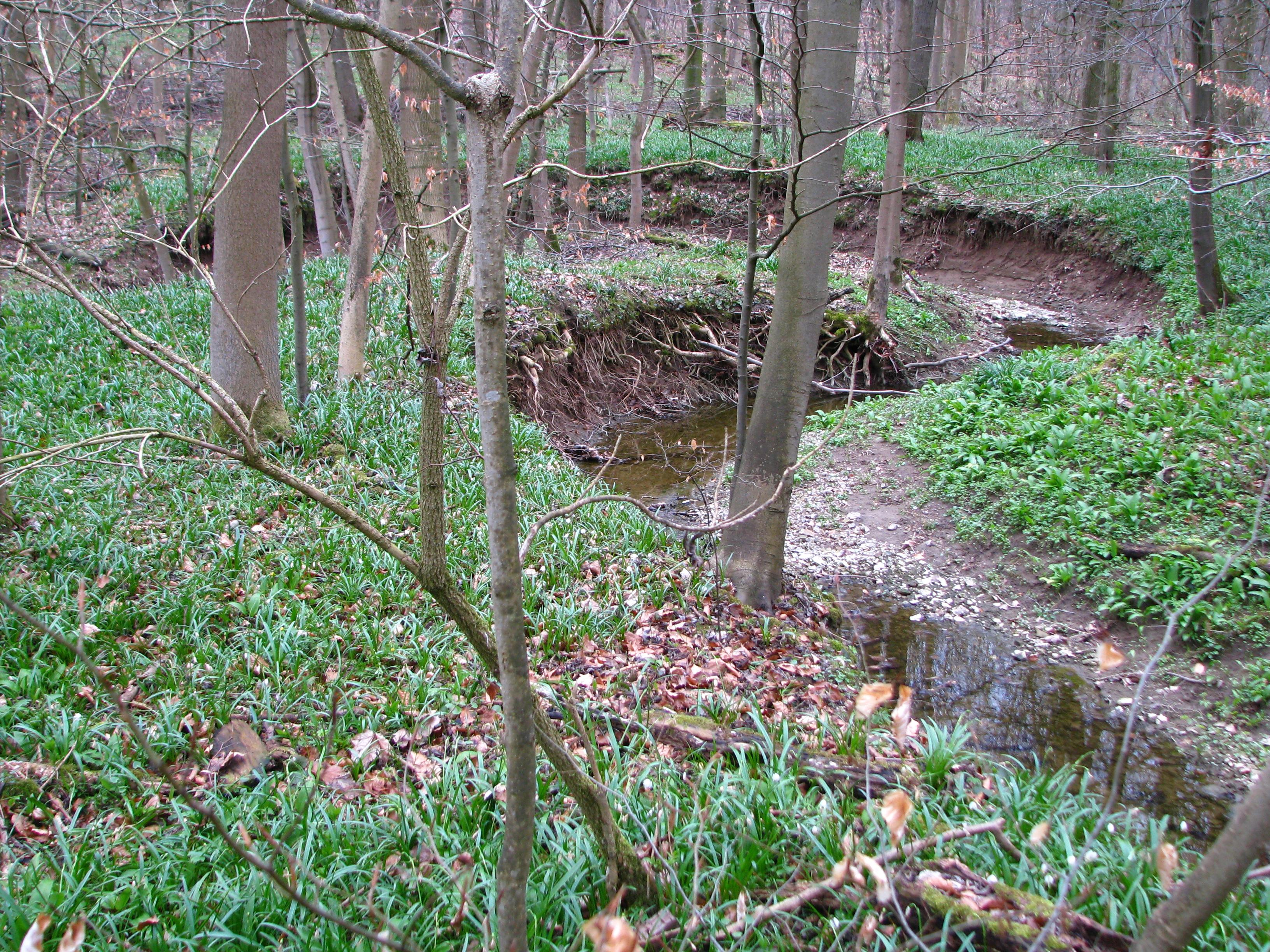
Mäandrierender Bachlauf im Schaftal im Frühjahr

Der oberflächennahe geologische Untergrund wird von den Kalken des Oberen Muschelkalks gebildet. Sie sind stellenweise mit Löss überdeckt. Die Ausrichtung des Höhenzuges erfolgt an  einer Randverwerfung des ebenfalls herzynisch verlaufenden Schlotheimer Grabens. An mehreren Stellen finden sich im Volkenroder Wald Karsterscheinungen. Das Schaftal im Süden gehört zu den längsten Trockentälern in Thüringen. Bei oberirdischem Abfluss des ansonsten trocken liegenden Steingrabens im Schaftal versickert das Wasser fast vollständig in einer Bachschwinde. Im Norden des Tiergarten befinden sich drei tiefe Erdfälle.

## Klima
Im Volkenrodaer Wald liegt keine Wetterstation. Die Forstliche Standortkartierung geht von einem mittleren Jahresniederschlag von 650 mm und einer Jahresmitteltemperatur von 8 °C aus. Der Volkenrodaer Wald liegt im Regenschatten von Harz und Dün und erhält bereits weniger Niederschläge als die Kammlagen der Muschelkalk-Hügelländer. Er vermittelt klimatisch zum Mitteldeutschen Trockengebiet.

## Gewässer

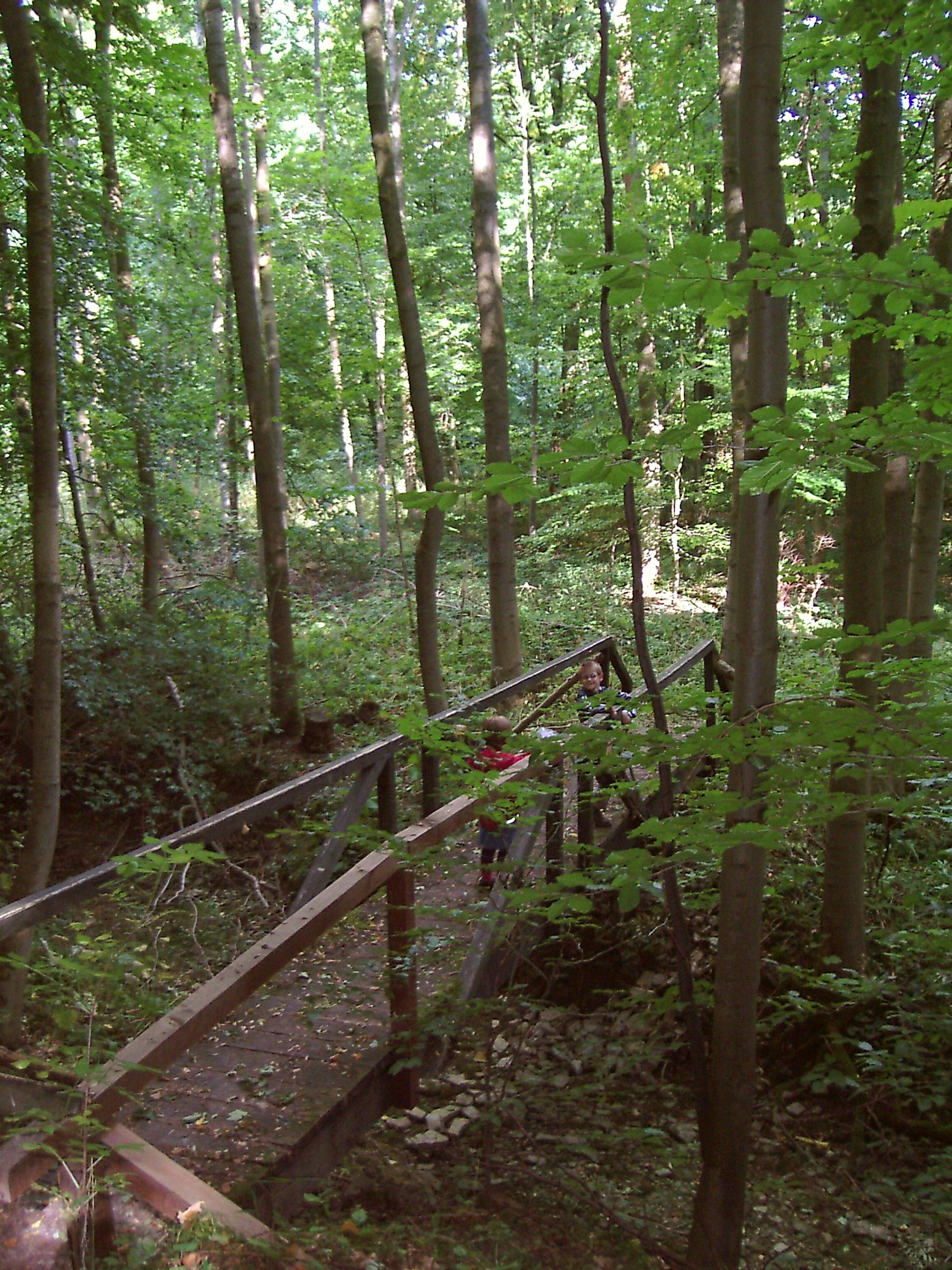
Steingraben im Schaftal mit Brückchen

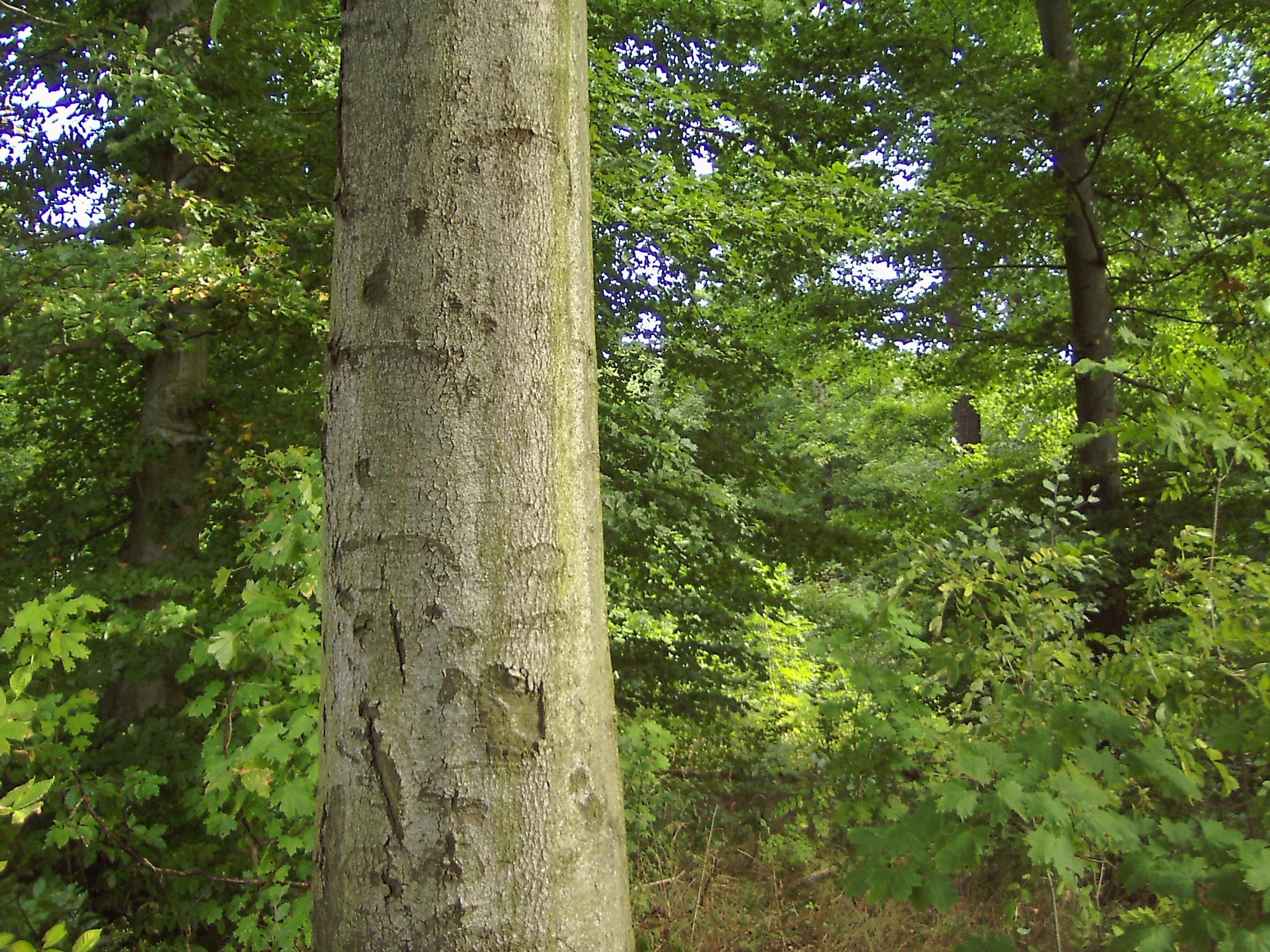
Strukturreicher Buchenwald im Volkenroder Wald

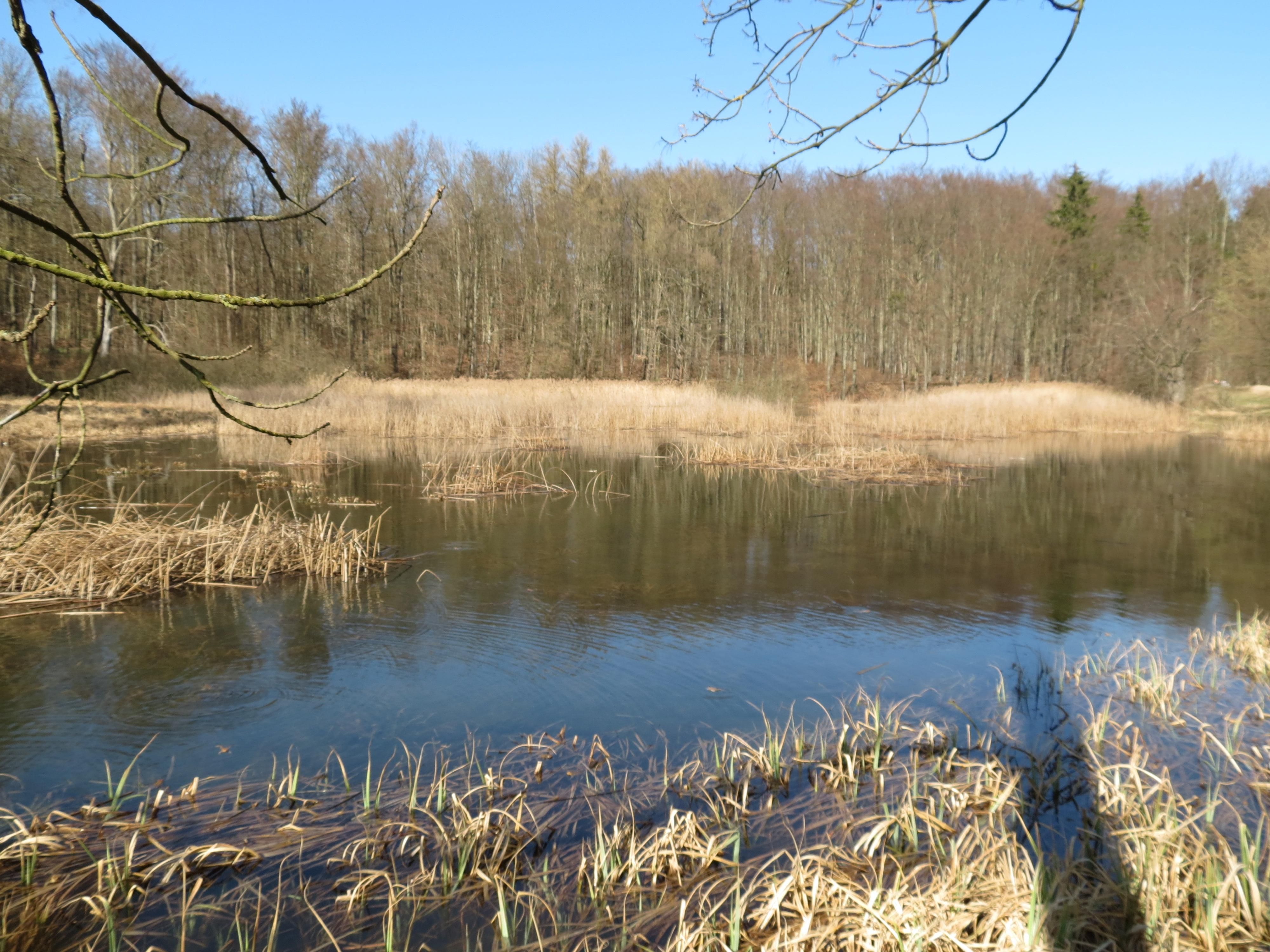
Der Kälberteich im Frühjahr

Der Volkenroder Wald gehört zum Einzugsgebiet der Notter, einem linksseitigen Nebenbach der Unstrut. Er gehört also vollständig zum Elbe-Saale-Flusssystem. Die Entwässerung erfolgt im Süden über das Schaftal, ein langgezogenes Trockental, das nur in der kalten Jahreszeit Wasser führt, wenn die Gesteinsklüfte des Muschelkalks durch Frost geschlossen sind. Abfluss erfolgt auch nach Starkregenfällen im Sommer. Im Norden entwässert der Volkenroder Wald über die Schmirl ebenfalls in die Notter, die in einem weit gespannten Bogen um den Wald herumläuft. Der Volkenroder Wald gehört zu den Karstgebieten in Deutschland. Die Gebietswasserspende erfolgt auf Grund der Klüftung des Muschelkalks überwiegend unterirdisch. Die wenigen stehenden Gewässer sind fast durchweg künstlich angelegte Teiche. Davon ist der Kälberteich am Südwestrand des Tiergarten der größte.

## Flora und Vegetation
Der Volkenrodaer Wald wird v. a. von Waldmeister- und Waldgersten-Buchenwäldern gebildet. Auf wechselfeuchten Standorten in den Körnerschen Waldungen im Südwesten sind allerdings auch große, zusammenhängende Sternmieren-Eichen-Hainbuchenwälder entwickelt. Der Volkenroder Wald ist reich an Gehölzen. Allein der Tiergarten beherbergt 25 Baumarten, darunter allein 21 Laubbaumarten.
Der Volkenroder Wald ist reich an Märzenbechern. Das weiß blühende Narzissengewächs bildet im Frühjahr stellenweise große Blütenteppiche, so im Schaftal und im Tiergarten.

## Landschaft
Der Volkenroder Wald ist eingebettet in eine intensiv ackerbaulich genutzte Agrarlandschaft. Er steht jedoch in Beziehung zu den Waldgebieten Forstberg im Westen und Mühlhäuser Hardt im Nordwesten sowie über den Mühlhäuser Landgraben auch mit dem Dün. Der Austausch von Tierpopulationen ist über diese Verbindungen möglich. Am Rand des Volkenroder Waldes befinden sich auch Schaftriften und Streuobstwiesen, die dort für eine größere landschaftliche Vielfalt sorgen. Aufgrund seiner erhöhten Lage am Rand des Thüringer Beckens ist der Volkenroder Wald aus der Ferne als Waldgebiet wahrnehmbar. Er ist vom Hainichrand, von der Schlotheimer Sonder und von der Fahner Höhe aus zu sehen.

## Naturschutz
Das Märzenbecher-Vorkommen im Schaftal wurde als Naturschutzgebiet gesichert. Der Tiergarten ist Teil des FFH-Schutzgebietes Nr. 24 der Gebietsmeldung des Freistaates Thüringen und somit Teil des europäischen Schutzgebietssystems Natura 2000. Der Kälberteich ist seit 1983 als Flächennaturdenkmal geschützt.

## Wirtschaft

### Forstwirtschaft/Waldnutzung
Der Volkenroder Wald ist von Forstwirtschaft und Jagd geprägt. Vorherrschend ist der Buchen-Altersklassenwald im Schirmschlagverfahren. Stellenweise, aber auf nennenswerter Fläche wurde in der Vergangenheit der Altholz-Schirm zu früh herausgenommen. Die dort entstandenen Waldbestände bestehen daher fast nur aus der Vorwaldart Esche.
Der Volkenrodaer Wald ist von einem regelmäßigen Netz von Forststraßen durchzogen. Hauptweg ist der am Nordrand von Volkenroda beginnende Pöthensche Weg, der auf dem Kamm nach Südosten in den Forstweg abbiegt. Parallel zum Forstweg verlaufen im Süden der Mittlere und der Untere Stellweg quer durch das Waldgebiet.
Der Name Tiergarten lässt auf die ehemalige Nutzung als Hutewald schließen. Dort hinein wurde das Vieh des ehemaligen Zisterzienserklosters Volkenroda getrieben. Aus der Hutewaldzeit rühren auch noch die im Tiergarten zahlreichen alten Eichen und Buchen her, ebenso die Königseiche, ein zu den 1000-jährigen Eichen gestellter, mächtiger Einzelbaum am Nordrand des Ortes Volkenroda.

### Bergbau
In der Region um Menteroda wurde lange Jahre Kalibergbau betrieben. Die Stollen verlaufen in großer Tiefe auch unter dem Volkenroder Wald. In den 1945er- und 1960er-Jahren wurden im Volkenroder Wald Erdölbohrungen abgeteuft. Die erfolglosen Bohrungen wurden nach Beendigung mit Entgasungssonden versehen.

### Tourismus
Der Volkenrodaer Wald wird v. a. von den zahlreichen Gästen der Begegnungsstätte Kloster Volkenroda zum Spazieren und Radfahren genutzt. Ein Abschnitt des Pilgerweges zwischen den Klöstern Loccum bei Hannover und Kloster Volkenroda verläuft auch durch den Volkenrodaer Wald.
Der Volkenrodaer Wald dient auch der Umweltbildung. Im Zentrum befindet sich ein Waldpädagogisches Zentrum des Forstamtes Ebeleben, das Schulklassen aus der Umgebung für Walderlebnistage zur Verfügung gestellt wird. Touristische Anziehungspunkte im Wald sind das Märzenbechervorkommen im Schaftal sowie der Wanderweg am Südrand des Volkenroder Waldes, der zahlreiche Fernblickbeziehungen über das Thüringer Becken hinweg bietet. Von dort erschließt sich das gesamte Panorama der Berge des Thüringer Waldes Mit dem Kloster Volkenroda befindet sich direkt am Waldrand auch eine der touristischen Attraktionen des Unstrut-Hainich-Kreises.